# ۱٬۳-دی‌هیدروکسی‌انتراکوینون
۱،۳-دی‌هیدروکسی‌انتراکوینون (به انگلیسی: 1,3-Dihydroxyanthraquinone) با فرمول شیمیایی C۱۴H۸O۴ یک ترکیب شیمیایی با شناسه پاب‌کم ۱۹۶۹۷۸ است. که جرم مولی آن ۲۴۰٫۲۱ g/mol می‌باشد. 